# Kevin Hulsmans
Kevin Hulsmans (* 11. April 1978 in Lommel) ist ein ehemaliger belgischer Radrennfahrer.

## Karriere
Nachdem Kevin Hulsmans die 1999 die U23-Ausgaben von Omloop Het Volk und der Ronde van Vlaanderen gewonnen hatte, schloss er sich 2000 dem belgisch-italienischen Radsportteam Mapei-Quick Step an. In der Saison 2000 gewann er die neunte Etappe der Niedersachsen-Rundfahrt und 2002 sicherte er sich eine Etappe beim Circuit Franco-Belge. 
Zur Saison 2003 wechselte Hulsmans mit dem Co-Sponsor zur neuen Mannschaft Quick Step. Er bestritt für diese Mannschaft zwischen 2004 und 2009 alle drei Grand Tours und war ein wichtiger Helfer für Paolo Bettini, Tom Boonen und Filippo Pozzato. Eigene Ambitionen musste er in dieser Zeit zurückstellen. 
Ab 2011 fuhr Hulsmans für das UCI Continental Team Donckers Koffie-Jelly Belly, das UCI Professional Continental Team Vini Fantini-Selle Italia und zuletzt für das Pauwels sauzen-Vastgoedservice Continental Team. Auch für diese kleineren Teams konnte er keine internationalen Siege mehr erzielen.
Nach der Belgien-Rundfahrt 2015 gab Hulsmans das Ende seiner sportlichen Karriere bekannt, nachdem er durch eine Verletzung Ende 2014 und Trainingsrückstand nicht mehr an seine Leistungen anknüpfen konnte. Das letzte Rennen absolvierte er beim Post-Tour-Kriterium in seiner Heimatstadt Lommel.
Nach dem Karriereende war Hulsmans bis 2017 in der sportlichen Leitung des Pauwels sauzen-Vastgoedservice Continental Team aktiv. In dieser Zeit wurde er auch Trainer von Xandro Meurisse und führte diesen an die Weltspitze heran.

## Erfolge
1999
- Omloop Het Volk (U23)
- Ronde van Vlaanderen (U23)

2000
- eine Etappe Niedersachsenrundfahrt

2002
- Nachwuchswertung Mittelmeer-Rundfahrt
- eine Etappe Circuit Franco-Belge

2008
- Mannschaftszeitfahren Tour of Qatar

## Grand-Tour-Platzierungen
| Grand Tour            | 2004 | 2005 | 2006 | 2007 | 2008 | 2009 |
| --------------------- | ---- | ---- | ---- | ---- | ---- | ---- |
| Giro d’ItaliaGiro     | –    | –    | –    | –    | –    | 98   |
| Tour de FranceTour    | –    | DNF  | –    | –    | –    | –    |
| Vuelta a EspañaVuelta | 104  | –    | 95   | 116  | –    | –    |

## Sonstiges
In dem 2015 erschienenen Biographiedrama The Program – Um jeden Preis spielt Hulsmans den italienischen Radrennfahrer Filippo Simeoni, welcher gegen Michele Ferrari wegen Doping aussagte, und dafür auf einer Etappe der Tour de France 2004 von Lance Armstrong in einer denkwürdigen Szene konfrontiert wurde.